# Lisa Ono
Lisa Ono (小野リサ, Ono Lisa), née le 29 juillet 1962 à São Paulo, est une chanteuse et guitariste nippo-brésilienne de bossa nova.

## Biographie
Lisa Ono est née à São Paulo en 1962 mais s'installe à Tokyo avec sa famille à l'âge de 10 ans. Depuis lors, elle partage son temps entre le Japon et Rio de Janeiro. Lisa commence à chanter et jouer de la guitare à l'âge de 15 ans et entame sa carrière de chanteuse professionnelle de bossa nova en 1989. Elle obtient un large succès au Japon en popularisant ce genre musical. Elle se produit avec des artistes renommés tels que Antônio Carlos Jobim et João Donato et soulève l'enthousiasme à New York, au Brésil et dans des pays asiatiques. L'album de 1999 Dream se vend à plus de 200 000 exemplaires.
En 2003, Lisa Ono interprète une version de la chanson Dans mon île composée par Henri Salvador en 1957; parmi les musiciens invités à collaborer à cet album, on compte le Français Pierre Barouh, le jazzman Richard Galliano et Henri Salvador lui-même, qui interprète un duo avec la chanteuse, sur le titre « J'ai Vu ».